# Liste von Persönlichkeiten der Stadt Schwarzenberg/Erzgeb.
Die Liste der Persönlichkeiten der Stadt Schwarzenberg/Erzgeb. enthält Personen, die in der Geschichte der Stadt Schwarzenberg/Erzgeb. eine nachhaltige Rolle gespielt haben. Es handelt sich dabei um Persönlichkeiten, denen die Ehrenbürgerschaft verliehen wurde, die hier geboren sind oder hier gewirkt haben.
Für die Persönlichkeiten aus den nach Schwarzenberg eingemeindeten Ortschaften siehe auch die entsprechenden Ortsartikel.

## Ehrenbürger
- Friedrich Gustav Weidauer (1810–1897), Bürgermeister von Schwarzenberg (1840–1881), MdL (Königreich Sachsen)
- Eduard Hermann Täger (1845–1918), Geheimer Forstrat
- Richard Vogel († 1920)
- Friedrich Emil Krauß (1895–1977), Erfinder, sozial denkender Unternehmer, Förderer der Stadt und des Erzgebirges
- Paul Korb (1904–2002), Klempner und Lackierer, Opfer des Faschismus
- Harry Schmidt (1927–2003), Holzschnitzer
- Rolf Rademann (* 1934), Kantor an St. Georgen und Kirchenmusikdirektor des Kirchenbezirks Aue
- Heinrich Auerswald (1915–1989)
- Heidrun Hiemer (* 1952), Oberbürgermeisterin von Schwarzenberg (2001–2020)

## Söhne und Töchter der Stadt
- Martin Weigel (1555–1618), Markscheider und kursächsischer Oberbergmeister
- Heinrich Siegel (1612–1669), geboren in Großpöhla, Hammerherr
- Johannes Korb (1615–1685), geboren in Großpöhla, Hammerherr
- Johann August von Elterlein (1669–1725), geboren in Kleinpöhla, Hammerherr
- Christian Gottlieb Glöckner (1698–1780), evangelischer Pastor, Bergprediger und Superintendent
- Johann Carl Sigmund Haussdörffer (1714–1767), Orgelbauer in Württemberg
- Georg Heinrich Fichtner (1733–nach 1791), Hutmacher und Schriftsteller
- Christian Gottlob Klemm (1736–1802), Dramatiker und Herausgeber von Wochenschriften
- Friedrich Traugott Georgi (1783–1838), Genre-, Landschafts-, Porträtmaler und Radierer
- Christian Gottlieb Wellner (1795–1857), geboren in Bermsgrün, Industriepionier
- Friedrich Wilhelm Enzmann (1802–1866), geboren in Pöhla, Unternehmer
- Hugo Garten (1817–1893), sächsischer Generalmajor
- Egmont Bonitz (1844–1926), sächsischer Staatsbeamter
- Paul Graupner (1861–1927), Kaufmann und Dichter in erzgebirgischer Mundart
- Alfred Leicht (1861–1946), Philologe, Realgymnasiallehrer und Heimatforscher
- Ernst Kleinhempel (1862–1934), geboren in Bermsgrün, Politiker (NLP), Abgeordneter des Sächsischen Landtages
- Louis Krauß (1862–1927), Industrieller und Badewannenfabrikant; geboren in Neuwelt
- Arthur Vogel (1868–1962), Handelsmann und Verleger von Ansichts- und Liedpostkarten im Kunstverlag Wilhelm Vogel
- Ado von Wirsing (1879–1964), Jurist, Amtshauptmann und Landrat
- Käthe Gothe (1887–1969), Schauspielerin
- Willy Korb (1890–unbekannt), nationalsozialistischer Funktionär
- Ernst Scheffler (1891–1954), geboren in Bermsgrün, Politiker (KPD, SED), Abgeordneter im Sächsischen Landtag, Landrat im Kreis Schwarzenberg
- Elisabeth Rethberg (1894–1976), Sängerin
- Friedrich Emil Krauß (1895–1977), Industrieller, Badewannen- und Waschmaschinenfabrikant; geboren in Neuwelt
- Robert Bauer (1898–1965), geboren in Bermsgrün, NSDAP-Politiker
- Wolf Junge (1903–1964), Seeoffizier der Reichsmarine und später der Kriegsmarine, u. a. Kommandant des Schlachtschiff Tirpitz
- Paul Korb (1904–2002), KPD- und SED-Funktionär
- Hans Becher (1906–2004), Heimatforscher und Museumsdirektor in Schwarzenberg
- Kurt Weisflog (1906–1942), geboren in Neuwelt, NSDAP-Politiker, Mitglied des Reichstages
- Paul Blechschmidt (1907–1961), geboren in Bermsgrün, Lehrer, Politiker und Generalmajor der Nationalen Volksarmee der DDR
- Herbert Clauß (1907–2005), Volkskundler und Heimatforscher
- Kurt Beck (1909–1983), geboren von Bermsgrün, Fotograf, Politiker (NDPD), Bürgermeister von Erla
- Heinz Barth (1910 – nach 1974), Auslandskorrespondent
- Theodor Hopf (1918–2008), Brigadegeneral des Heeres der Bundeswehr
- Sigfrid Riedel (1918–2018), General der NVA und Chef des Hauptstabes; geboren in Neuwelt
- Gotthardt Graupner (1920–1993), Politiker (CDU), Erster Vorsitzender des Bezirksvorstandes Karl-Marx-Stadt der CDU
- Irmgard Glauche (1920–2016), Textilgestalterin und Hochschullehrerin
- Walter Richter (1921–1999), Ingenieur, Werkstoffwissenschaftler und Hochschullehrer
- Horst Gäbler (1921–2014), geboren in Pöhla, Meteorologe
- Helmut Schneller (1922–2010), Kabarett-Autor
- Werner Lang (1922–2013), geboren in Bermsgrün, Ingenieur und Automobilkonstrukteur
- Manfred Blechschmidt (1923–2015), geboren in Bermsgrün, Heimat- und Mundartschriftsteller
- Hans Brockhage (1925–2009), Formgestalter und Bildhauer
- Klaus Schilde (1926–2020), Pianist und Musikpädagoge
- Harry Schmidt (1927–2003), geboren in Bermsgrün, Holzschnitzer
- Karl-Fritz Voigtmann (* 1928), Dirigent
- Traude-Maria Henschel (1929–2013), Textilgestalterin, insbesondere Handweberin
- Gotthard Richter (1929–2023), geboren in Pöhla, Bildhauer und Maler
- Gotthard Trommler (1931–2014), geboren in Pöhla, Skisporttrainer
- Karl Matko (1940–2024), Politiker (CDU), Mitglied des Sächsischen Landtags und Landrat
- Wolfgang Dehnel (* 1945), Politiker (CDU), Volkskammerabgeordneter, MdB
- Jörg Beier (1946–2021), Holzbildhauer, Galerist und Kunstkneiper, Stadtrat, Miterfinder des Kunstprojektes Freie Republik Schwarzenberg
- Axel Köhler (* 1960), Opernsänger (Countertenor) und Regisseur
- Jens Schubert (* 1983), Künstler

## Persönlichkeiten, die mit der Stadt in Verbindung stehen

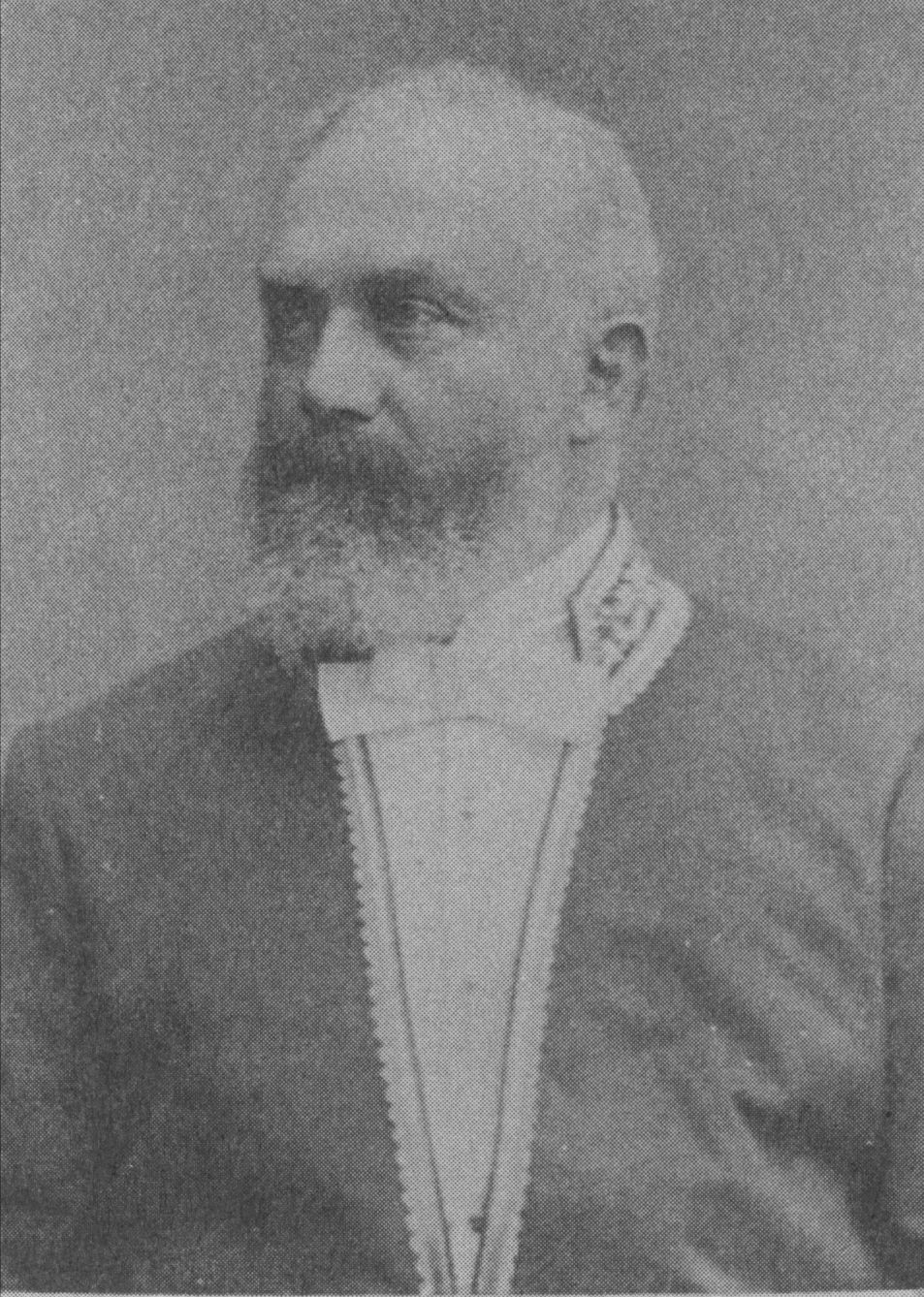
Guido Breitfeld

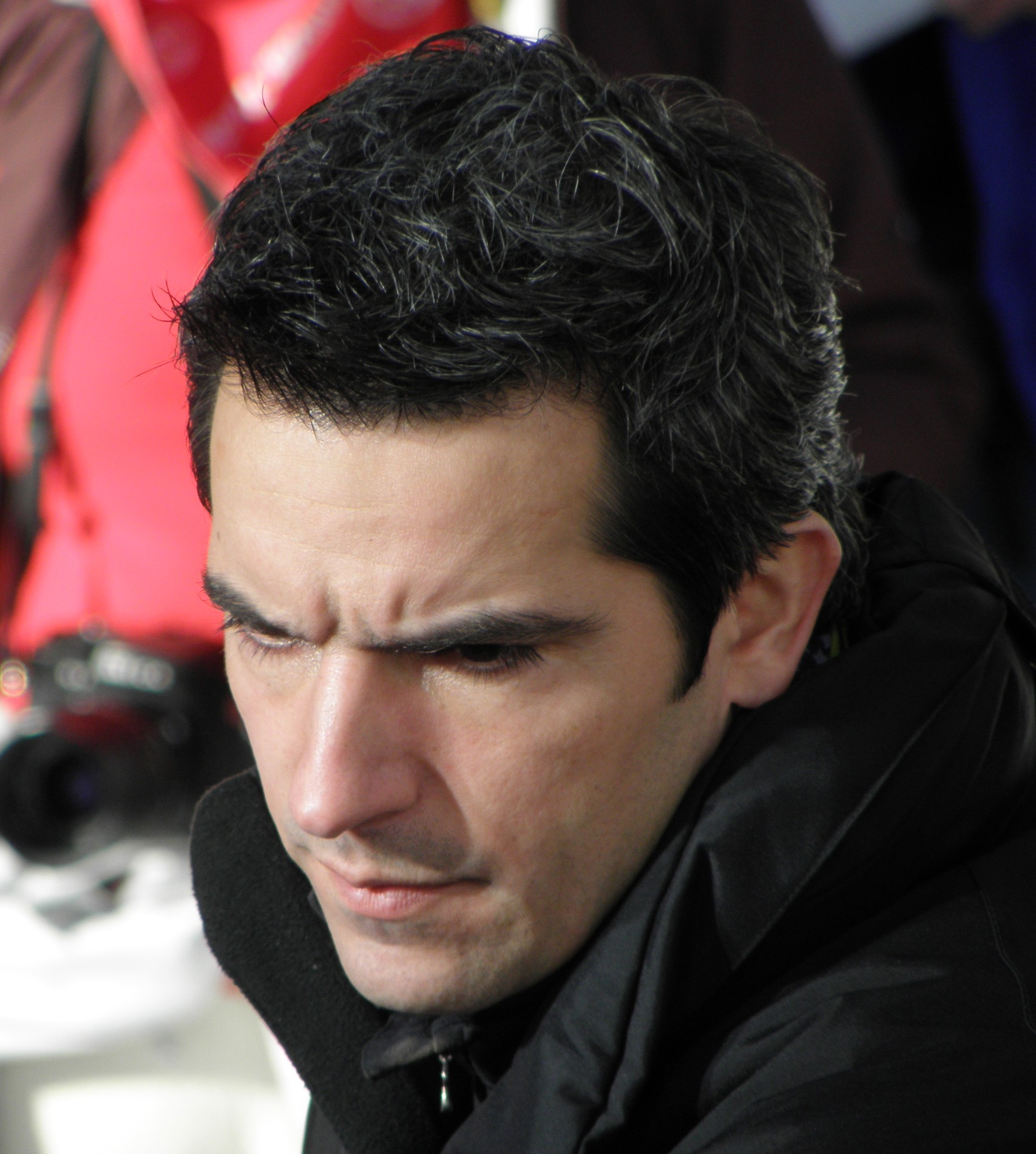
Ricco Groß

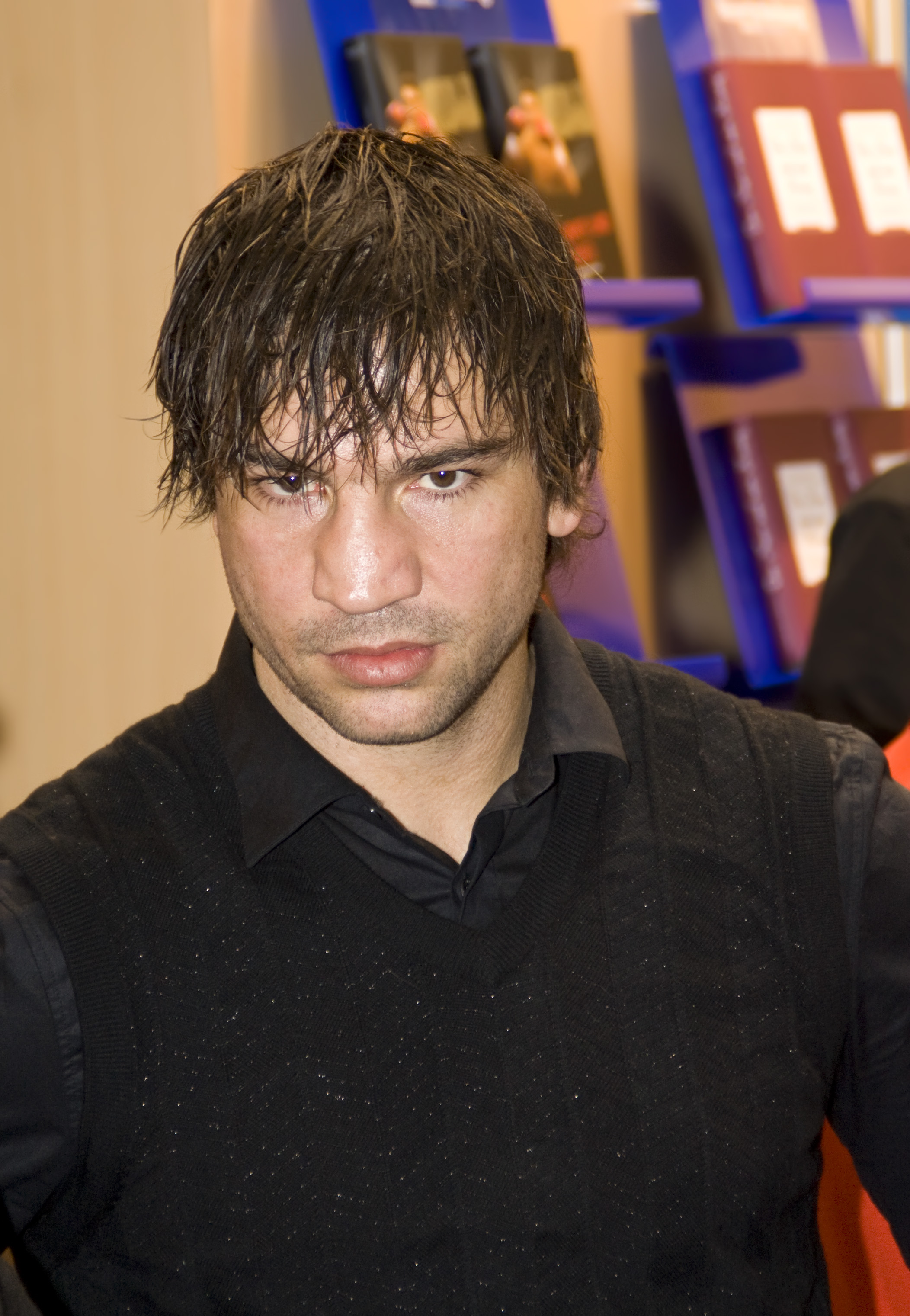
Markus Beyer

- Christian Person (1594–1655), von 1643 bis 1655 Amtsschösser des Amtes Schwarzenberg
- Ludwig Günther Martini (1647–1719), von 1672 bis 1677 Jurist in Schwarzenberg, Schriftsteller und später Hofbeamter in Wernigerode
- Georg Friedrich Spitzner (1688–1764), ab 1741 Kreisamtmann und Kommissionsrat in Schwarzenberg
- Johann Traugott Lindner (1777–1856), Finanzprokurator und Bürgermeister in Schwarzenberg, Chronist
- Johann Heinrich August von Behr (1793–1871), Politiker im Königreich Sachsen, Pfarrer in Schwarzenberg
- Johanne Amalie von Elterlein (1784–1865), Heimatlieddichterin
- Hermann Behr (1792–1848), Pfarrer in Schwarzenberg, MdL (Königreich Sachsen)
- Hermann Moritz Garten († 1862), Jurist und Politiker, MdL (Königreich Sachsen)
- Carl Eduard Mannsfeld (1822–1874), Jurist und Politiker, MdL (Königreich Sachsen)
- Guido Breitfeld (1831–1894), Unternehmer und sächsischer Landtagsabgeordneter
- Curt Rambach (1871–1930), Mundartdichter
- Friedrich Hänichen (1883–1962), Jurist und Kommunalpolitiker
- Walter Fröbe (1889–1946), Oberstudiendirektor, Gründer und Leiter der Stadtbibliothek, Heimatforscher und Verfasser mehrerer Werke zur Geschichte der Stadt Schwarzenberg
- Georg Höhlig (1879–1960), Maler
- Paul Rüdiger († 1941), Jurist, von 1906 bis 1915 Bürgermeister von Schwarzenberg
- Ernst Schneller (1890–1944), ab 1919 Lehrer in der Stadt, später KPD-Reichstagsabgeordneter. Seine Wirkungsstätte, die heutige Stadtschule, trug über 40 Jahre seinen Namen.
- Ernst Scheffler (1891–1954), Politiker (KPD/SED)
- Harry von Craushaar (1891–1970), Jurist, NSDAP-Mitglied, SS-Führer und von 1933 bis 1939 Amtshauptmann
- Hannes Schmalfuß (1893–1966), Schriftsteller, SS-Offizier und politischer Funktionär, der hier eine Buchhandlung gründete
- Ernst Jünger (1895–1998), verbrachte einen Teil seiner Kindheit in Schwarzenberg, wo sein Vater von 1901 bis 1905 die Apotheke auf der Oberen Schloßstraße besaß
- Willy Irmisch (1898–1974), erster Bürgermeister nach dem Zweiten Weltkrieg
- Otto Auerswald (1900–1962), Chefinspekteur der Transportpolizei und Generalmajor der Volkspolizei, baute 1945 die Polizei in der Stadt auf
- Magnus Dedek (1917–1955), Bürgermeister von Schwarzenberg (Ost-CDU) und Präsident der Industrie- und Handelskammer der DDR
- Friedrich H. Hofmann (1934–2024), Lehrer, Philatelist und Heimatforscher
- Götz Altmann (1940–2024), Volkskundler
- Eva Maria Schönfeld (* 1944), deutsche Politikerin (CDU), Abgeordnete im sächsischen Landtag
- Christine Beier (* 1946), Blaudruckerin
- Elvira Werner (* 1952), Kulturwissenschaftlerin
- Ralf Alex Fichtner (1952–2022), Karikaturist, Maler und Autor, in Aue geboren. Abitur in Schwarzenberg, lebte ebendort.
- Hans-Christoph Rademann (* 1965), Chordirigent und Hochschullehrer, wuchs hier auf.
- Ricco Groß (* 1970), mehrfacher Weltmeister und Olympiasieger im Biathlon, wuchs hier auf.
- Markus Beyer (1971–2018), Boxer und Ex-Weltmeister im Supermittelgewicht, wuchs hier auf.
- Kai Kurzawa (* 1976), Boxer und amtierender IBF-Weltmeister im Cruisergewicht, wuchs hier auf.
- Toni Kraus (* 1997), Sänger, Songwriter und Produzent, besuchte hier das Gymnasium.